# Herb Brus
Herb Brus – jeden z symboli miasta Brusy i gminy Brusy w postaci herbu.

## Wygląd i symbolika
Herb przedstawia srebrnym tle w polu górnym znajduje się czerwony półgryf trzymający w szponach błękitną literę „B”, w polu dolnym błękitnym mieszczą się trzy złote świerki.
Gryf jest symbolem Pomorza Gdańskiego, natomiast litera „B” nawiązuje do nazwy miasta.

## Historia
Herb ustanowiony 9 września 1999 roku uchwałą Rady Miejskiej w Brusach został opracowany przez pracowników Centrum Heraldyki Polskiej